# Шарнірна черепаха індокитайська
Шарнірна черепаха індокитайська (Cuora galbinifrons) — вид черепах з роду Шарнірна черепаха родини Азійські прісноводні черепахи.

## Опис
Загальна довжина карапаксу досягає 19—19,8 см. Спостерігається статевий диморфізм: самиці більші за самців і мають трохи опуклий та плаский пластрон. Панцир сильно куполоподібний, Карапакс сплощений, витягнутий або високий та округлий. Його з'єднано з пластроном еластичною зв'язкою. Пластрон складається з 2-х частин, з'єднаних шарнірною зв'язкою, завдяки чому, черепаха може повністю закривати панцир. Череп укорочений. Між пальцями кінцівок є невеликі плавальні перетинки.
Голова бліда, коричнево—зелена, з боків йде біла лінія. Карапакс темно—коричневий. зустрічаються особини з темно—коричневою смугою. Хребетний кіль жовтого кольору, а два бічних кіля більш бліді. Пластрон однорідно-чорний, окрім жовтих грудних та черевних щитків. Зустрічається пластрон з великими або маленькими чорними плямами.

## Спосіб життя
Полюбляє гірські струмки, чагарникові зарості та верхові ліси. Молоді черепахи повністю водні, на відміну від дорослих. Харчується рибою, молюсками, ракоподібними, фруктами та овочами. Полює у воді та на суші.
Парування стимулюється похолоданням на 2 місяці та скороченням світлового дня. Залицяння можливо як суші, так і у воді. Зазвичай відкладання яєць відбувається в липні. Яйця білі та подовжені. На рік буває 2 кладки по 1—2 яйця в кожній. Інкубація триває 65—72 діб.

## Розповсюдження
Мешкає у В'єтнамі від Тонкина до Аннама, а також на о.Хайнань й у провінції Гуансі (Китай).